# Haiti ai Giochi della II Olimpiade
Haiti partecipò ai Giochi olimpici di Parigi dal 14 maggio al 28 ottobre 1900. I rappresentanti del paese caraibico non riuscirono a conquistare alcuna medaglia.
In tutto parteciparono 2 atleti haitiani in 1 disciplina, la scherma.

## Scherma
| Evento               | Pos.    | Schermidore      | Primo turno                  | Quarti    | Ripescaggio | Semifinali | Finale    |
| -------------------- | ------- | ---------------- | ---------------------------- | --------- | ----------- | ---------- | --------- |
| Fioretto             | 35°-54° | André Corvington | Non qualificato              | Eliminato | Eliminato   | Eliminato  | Eliminato |
|                      |         |                  |                              |           |             |            |           |
| Fioretto per maestri | 44°-60° | Léon Thiércelin  | Non qualificato dalla giuria | Eliminato | Eliminato   | Eliminato  | Eliminato |
|                      |         |                  |                              |           |             |            |           |
| Spada per maestri    | 19°-54° | Léon Thiércelin  | 3°-6° in pool C              | -         | -           | Eliminato  | Eliminato |
|                      |         |                  |                              |           |             |            |           |